# Missy-sur-Aisne
Missy-sur-Aisne – miejscowość i gmina we Francji, w regionie Hauts-de-France, w departamencie Aisne.
Według danych na styczeń 2014 roku gminę zamieszkiwało 699 osób, a gęstość zaludnienia wynosiła 215,7 osób/km².